# دانيال رانتانن
دانيال رانتانن (بالفنلندية: Daniel Rantanen)‏ هو لاعب كرة قدم فنلندي في مركز الوسط، ولد في 11 مايو 1998 في هلسنكي في فنلندا. لعب مع اتش آي اف كي.

## وصلات خارجية
- دانيال رانتانن على موقع قاعدة بيانات كرة القدم.إي يو (الإنجليزية)
- دانيال رانتانن على موقع Soccerway.com (الإنجليزية)
- دانيال رانتانن على موقع عالم كرة القدم.نت (الإنجليزية)